# A csendőr nősül
A csendőr nősül (eredeti cím: Le gendarme se marie) 1968-ban bemutatott francia–olasz filmvígjáték, amely a népszerű Csendőr-filmek harmadik része. Az élőszereplős játékfilm rendezője Jean Girault, producerei Gérard Beytout és René Pignières. A forgatókönyvet Jacques Vilfrid, Jean Girault és Richard Balducci írták, a zenéjét Raymond Lefevre szerezte. A főszerepben Louis de Funès látható.  A mozifilm az S.N.C. (Société Nouvelle de Cinématographie) gyártásában készült.
Franciaországban 1968. október 30-án, Magyarországon az első magyar szinkronnal 1969. december 25-én mutatták be a mozikban, a második magyar szinkronnal 1991. július 21-én az MTV2-n, a harmadik magyar szinkronnal 2004. március 12-én a Zone Europa-n vetítették le a televízióban. A Magyar Televízió által készített változattal adták ki DVD-n.

## Cselekmény
A történet július elsején indul, amikor a franciák tömegesen indulnak szabadságra. Cruchot (a magyar szinkronban Ludovikusz Lütyő) őrmester közúti ellenőrzés közben követni kezd egy gyorshajtó nőt. A vezető egy tábornok – a normandiai csendőrség parancsnokának – özvegye, Josépha (a magyar szinkronban Ludovika), aki Saint-Tropez-ban nyaral. Cruchot keményen lehordja az asszonyt, de amikor rájön, hogy milyen fontos kapcsolatai vannak, bocsánatot kér tőle, és udvarolni kezd neki. Első látásra "szikrázó" szerelem alakul ki köztük. Udvarlás közben Cruchot azt állítja, hogy lánya még "egészen parányi", de hazugsága hamar kiderül, amikor Josépha és Cruchot lánya, Nicole találkoznak.
A két nő beíratja az őrmestert egy előmeneteli vizsgára az előléptetés érdekében. A vizsgát hatalmas fölénnyel nyeri meg, de utóbb kiderül, hogy az értékelő gép meghibásodása vezetett a téves eredményhirdetéshez: valójában Gerber (a magyar szinkronban Gabaj) főtörzsőrmester lett volna az első. Cruchot mégis előléptetésben részesül, mivel sikerül elfognia Frédót (a magyar szinkronban Debelló, "a horihorg"), a szökött bűnözőt. A film Cruchot és Josépha esküvőjével ér véget a Saint Anne kápolnánál.

## Szereplők
| Szereplő                                        | Színész           | Magyar hang                      | Magyar hang                     | Magyar hang                            |
| Szereplő                                        | Színész           | 1. magyar szinkron (MOKÉP, 1969) | 2. magyar szinkron (MTV2, 1991) | 3. magyar szinkron (Zone Europa, 2003) |
| ----------------------------------------------- | ----------------- | -------------------------------- | ------------------------------- | -------------------------------------- |
| Ludovic Cruchot (Lütyő őrmester)                | Louis de Funès    | Agárdy Gábor                     | Balázs Péter                    | Szőke-Kavinszky András                 |
| Nicole, Lütyő őrmester lánya                    | Geneviève Grad    | Hámori Ildikó                    | Tóth Enikő                      | Gajai Ágnes                            |
| Josépha (Ludovika), Lütyő leendőbelije          | Claude Gensac     | Békés Rita                       | Bencze Ilona                    | Fábián Enikő                           |
| Jérôme Gerber (Gabaj főtörzs)                   | Michel Galabru    | Láng József                      | Kránitz Lajos                   | Dobos Imre                             |
| Lucien Fougasse (Fityesz közlegény)             | Jean Lefebvre     | Zenthe Ferenc                    | Somogyvári Pál                  | ?                                      |
| Albert Merlot (Pacuha közlegény)                | Christian Marin   | Szilágyi Tibor                   | Verebély Iván                   | ?                                      |
| Tricard (Beléndek közlegény)                    | Guy Grosso        | Dégi István                      | Koroknay Géza                   | ?                                      |
| Berlicot (Agykár közlegény)                     | Michel Modo       | Gelley Kornél                    | Botár Endre                     | ?                                      |
| Angyalka nővér                                  | France Rumilly    | Földi Teri                       | Spilák Klára                    | ?                                      |
| Debello, a körözött bűnöző                      | Mario David       | ?                                | Dózsa László                    | ?                                      |
| Cecília Gabaj                                   | Nicole Vervil     | Tábori Nóra                      | Sáfár Anikó                     | ?                                      |
| Az ezredes                                      | Yves Vincent      | Somogyvári Rudolf                | Láng József                     | ?                                      |
| Berthier, az ezredes segédje                    | René Berthier     | Tyll Attila                      | ?                               | ?                                      |
| Nicole vőlegénye                                | Maurizio Bonuglia | Tahi Tóth László                 | Rékasi Károly                   | ?                                      |
| Bíborkék hóvirág                                | Claude Bertrand   | ?                                | Beregi Péter                    | ?                                      |
| Jogosítványt bevonó bizottság prefektusa        | Jean Ozenne       | Képessy József                   | Szoó György                     | ?                                      |
| Őrnagy                                          | Robert Destain    | ?                                | Orosz István                    | ?                                      |
| Tánctanárnő                                     | Dominique Davray  | ?                                | Zsolnay Júlia                   | ?                                      |
| Tánctanár                                       | Bernard Lavalette | Kautzky József                   | ?                               | ?                                      |
| A férfi, aki nekimegy Lütyő kocsijának          | Yves Barsacq      | Gera Zoltán                      | Izsóf Vilmos                    | ?                                      |
| Férfi a traktoron                               | André Tomasi      | Farkas Antal                     | Antal László                    | ?                                      |
| Férfi, aki felveszi a svéd lányokat a kocsijába | N/A               | ?                                | Melis Gábor                     | ?                                      |
| Klotild, Ludovika házvezetőnője                 | N/A               | ?                                | Farkasinszky Edit               | ?                                      |
| Szőke lány az ünnepségen                        | N/A               | Dallos Szilvia                   | Csere Ágnes                     | ?                                      |
| Vizsgázó                                        | N/A               | Madaras József                   | Surányi Imre                    | ?                                      |
| Táncoló fiú a buliban                           | N/A               | ?                                | Kassai Károly                   | ?                                      |
| Fiú a buliban                                   | N/A               | ?                                | Boros Zoltán                    | ?                                      |
| Fagylaltárus                                    | N/A               | Czigány Judit                    | ?                               | ?                                      |
| Recepciós a Biblosban                           | N/A               | Magda Gabi                       | ?                               | ?                                      |

## Televíziós megjelenések
- 2. magyar szinkron: TV-2, Duna TV, TV3, RTL Klub, Film+, Cool, Prizma TV / RTL+, Film+ 2
- 3. magyar szinkron: Zone Europa